# Dendrophoma mahoniae
Dendrophoma mahoniae är en svampart som beskrevs av Tengwall 1924. Dendrophoma mahoniae ingår i släktet Dendrophoma, ordningen kolkärnsvampar, klassen Sordariomycetes, divisionen sporsäcksvampar och riket svampar.   Inga underarter finns listade i Catalogue of Life.